# .25 Remington
.25 Remington (також відомий як .25 Remington Auto-Loading) американський гвинтівковий набій. Безфланцевий начинений бездимним порохом. Спеціалісти по зброї того часу вважали набій дуже точний, він підходив для полювання на оленів та барибалів.
Набій .25 Remington розробили в 1906 році і почали використовувати в гвинтівці Remington Модель 8. Серед інших гвинтівок які заряджалися набоєм .25 Remington були помпова гвинтівка Remington 14 , гвинтівка з ковзним замком Remington 30, важільна гвинтівки Stevens 425 та Standard Arms. Через схожі параметри, набої .25 Remington, .30 Remington та .32 Remington відомі як набої безфланцевої серії Ремінгтон. Виробники зброї пропонували зброю одразу під ці три набоїв, не обираючи якийсь один. Серія конкурували з тогочасними набоями від компанії Winchester Repeating Arms Company для важільних гвинтівок: .25-35 Winchester, .30-30 та .32 Winchester Special.
Леслі Кілбурн використав гільзу набою .25 Remington для створення набоїв .22 Kilbourn Magnum Junior та безфланцевої версії .22 Chucker шляхом вкорочення гільзи та обтискання дульця до .22 калібру.
Гарві Доналдсон також використовував гільзу набою .25 Remington в своїх експериментах, які призвели до появи набою .219 Donaldson Wasp. Пізніше Доналдсон почав використовувати гільзи набоїв Вінчестера створивши набій .219 Zipper.
Набоєм .25 Remington в основному заряджали самозарядну гвинтівку Remington модель 8 та помпову гвинтівку Remington модель 14, крім того їх використовували в гвинтівках компанії Standard Arms модель G та модель M.
Хоча об'єм гільзи набою .25 Remington дещо більший ніж у набою .25-35 Winchester, дані про заряд .25-35 Winchester можно використати для збільшення заряду .25 Remington.